# مبرد بيني

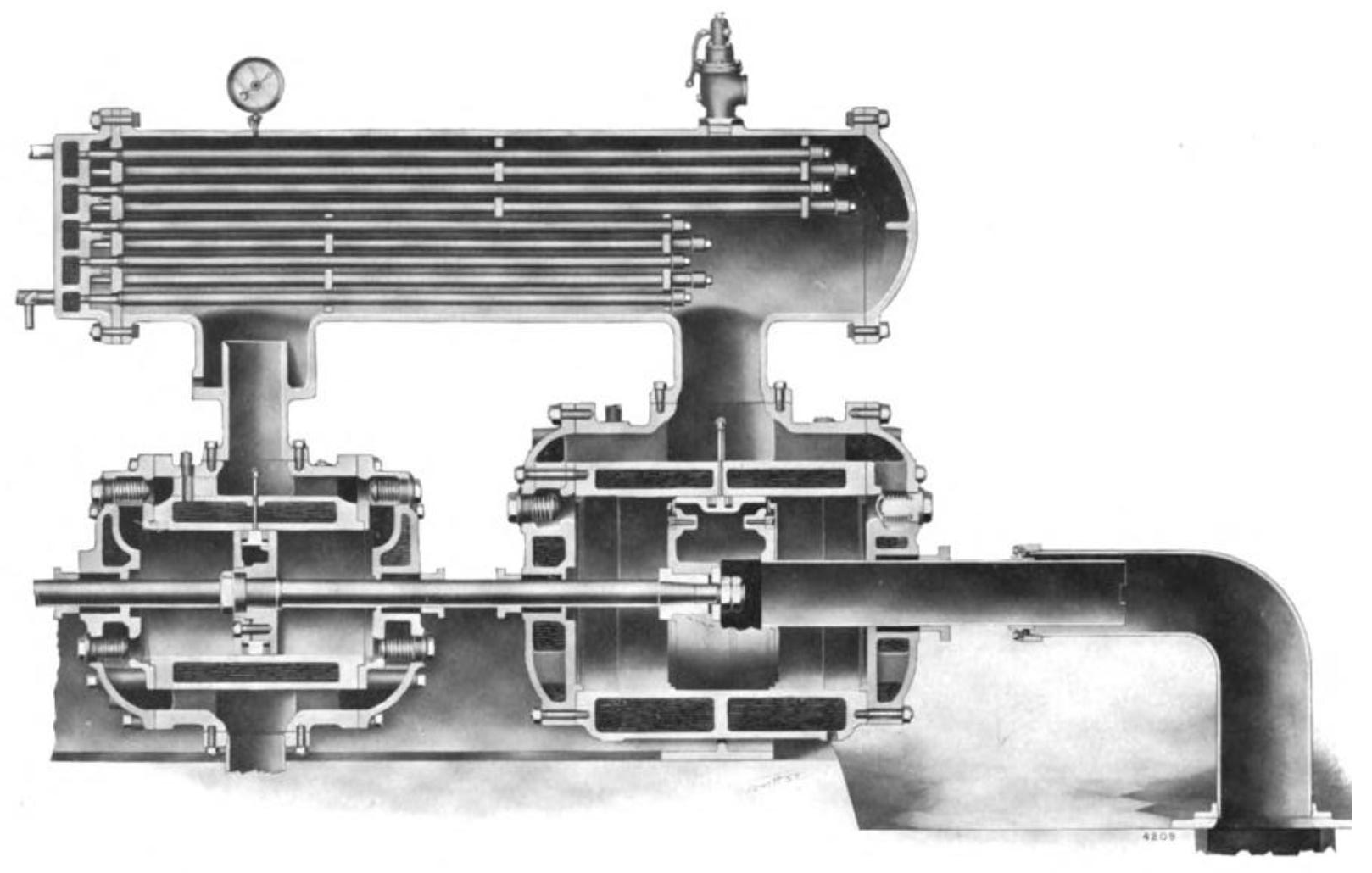
مبرد بيني في أعلى ضاغط هواء يعود لسنة 1910.

المبرد البيني (بالإنجليزية: Intercooler)‏ هو جهاز ميكانيكي يستخدم لتبريد غاز ما بعد عملية انضغاط. يزيد انضغاط الغاز طاقته الداخلية، ما يرفع درجة حرارته ويقلل كثافته. يأخذ المبرد البيني عادةً شكل مبادل حراري يزيل الحرارة الضائعة في ضاغط غازي. للمبردات البينية عدة تطبيقات، ويمكن أن توجد مثلًا في ضواغط الهواء، ومكيفات الهواء، والبرادات، والعنفات الغازية، ومحركات السيارات. تعرف المبردات البينية بشكل شائع باسم مبردات هواء-هواء أو هواء-سائل عند استخدامها في محركات الاحتراق الداخلي ذات الحقن القسري (الشحن العنفي أو الشحن الفائق)، زذ تستخدم لزيادة المردود الحجمي. يتحقق ذلك بزيادة كثافة هواء السحب عن طريق تبريد بضغط ثابت تقريبًا.
استخدمت المبردات البينية في السيارات لأول مرة في عام 1977 في بورشه 911.

## ضواغط الهواء
تستخدم المبردات البينية لإزالة الحرارة الضائعة من المرحلة الأولى لضاغط الهواء ذي المرحلتين. تُصنع ضواغط الهواء ذوات المرحلتين بسبب المردود الذي تمتاز به. يرجع هذه المردود المرتفع بشكل رئيسي إلى الأثر التبريدي للمبرد البيني، الذي يجعله أقرب إلى مردود كارنو. تؤدي إزالة حرارة الانضغاط من الهواء الخارج من أول مرحلة إلى تكثيف شحنة الهواء. يسمح هذا بدوره للمرحلة الثانية بإنتاج عمل ميكانيكي أكبر عند نفس نسبة الانضغاط الثابتة للضاغط. تتطلب إضافة مبرد بيني إلى التركيبة استثمارات إضافية.

## محركات الاحتراق الداخلي
تزيد المبردات البينية فعالية نظام السحب عن طريق تخفيض حرارة هواء السحب الناشئ عن الشاحن التوربيني (العنفي) أو الشاحن القسري الفائق، وعن طريق إدخال المزيد من الهواء عبر مرحلة الاحتراق. يزيل هذا حرارة الانضغاط (أي ارتفاع درجة الحرارة) التي تحدث في أي غاز عند رفع ضغطه (أي عند زيادة كتلته الحجمية (كثافته)).
انخفاض درجة حرارة شحنة هواء السحب يعني إدخال شحنة أكثر كثافةً إلى المحرك، نتيجة للسحب القسري. يفضي تخفيض درجة حرارة شحنة هواء السحب أيضًا على خطر الانفجار المبكر (ظاهرة الطرق) لشحنة مزيج الوقود/هواء قبل وقت شرارة الإشعال. يحفظ هذا مزايا احتراق وقود/هواء أكبر في كل دورة احتراق، ما يزيد خرج المحرك.
تلغي المبردات البينية أيضًا الحاجة إلى استخدام طريقة تخفيض درجة حرارة شحنة السحب عن طريق حقن وقود فائض إلى حجرات سحب الهواء في الأسطوانات لتبريد شحنة هواء السحب قبل تدفقه في الأسطوانات بما تحمله هذه الطريقة من هدر. كانت هذه الطريقة (المستخدمة قبل استخدام المبردات البينية) تلغي تقريبًا الكسب في مردود المحرك بسبب السحب القسري، ولكنها كانت ضرورية بسبب الحاجة الأكبر إلى منع ضرر ظاهرة طرق المحركات بأي ثمن.
يأتي اسم بيني من استخدام الجهاز كمبرد بين مراحل الانضغاط. يتوضع المبرد البيني في السيارات عادةً بين الشاحن التوربيني (أو الشاحن القسري الفائق) والمحرك (ينتج انضغاط المكبس الدورة الانضغاطية التالية). يمكن أن يسمى المبرد باسم أدق وصفًا أو أكثر توضيحًا لدوره كالمبرد البعدي أو مبرد الشحنة، وذلك يزيل أي لبس قد يفهم منه أحد أن المركبة لها شحن قسري متتابع بمرحلتين. تبنى محركات الطائرات أحيانًا بمبردات هواء شحنة مركبة بين مراحل عدة للسحب القسري؛ ومن هنا أتى اسم بيني. في مركبة مجهزة بشحن توربيني بمرحلتين، يمكن أن يوجد مبرد بيني (بين وحدتي الشحن التوربيني) بالإضافة إلى مبرد بعدي (بين عنفة -أي توربين- المرحلة الثانية والمحرك). سيارة جيه سي بي ديزلماكس العاملة على الديزل التي حطمت الرقم القياسي للسرعة على الأرض مثال هذا نظام. بشكل عام فإن المبرد البيني أو المبرد البعدي يمكن وصفهما بأنهما مبردا شحنة-هواء.
يمكن أن تتنوع المبردات البينية من ناحية الحجم والشكل والتصميم حسب متطلبات الأداء والمساحة لنظام الشحن القسري بأكمله. من الأنواع الشائعة للتصاميم حسب مكان التركيب: المبردات البينية المركبة في المقدمة، والمبردات البينية المركبة في الأعلى، والمبردات البينية هجينة التركيب. يمكن لكل نوع أن يُبرد بنظام هواء-هواء، أو هواء-سائل، أو مزيج من الاثنين معًا.

### في المحركات ذات الشحن القسري الفائق
الشواحن التوربينية والشواحن الفائقة مصممة لإجبار مزيد من كتلة الهواء (من ثم كمية أكبر من جزيئات الأكسجين) على الدخول إلى نظام السحب في المحرك وحجرة الاحتراق. التبريد البيني طريقة مستخدمة لتعويض التسخين الذي يسببه الشحن الفائق، وهو نتيجة ثانوية طبيعية لعملية الانضغاط شبه الكظيم (شبه الأديباتي). يمكن لزيادة ضغط الهواء أن تؤدي إلى شحنة سحب مفرطة السخونة، ما ينقص بشكل كبير المكاسب في أداء الشحن الفائق بسبب نقصان الكثافة. يمكن لزيادة درجة حرارة شحنة السحب أن تزيد أيضًا درجة حرارة الاحتراق في الأسطوانة، مسببةً الانفجار، أو الاهتراء المفرط، أو التشوهات الحرارية لهيكل المحرك أو للمكابس.
يخفض إمرار شحنة سحب مسخنة عبر مبرد بيني درجة حرارتها (بسبب لفظها للحرارة) وضغطها (بسبب الفواقد المكانية للريش). إذا صُمم الجهاز بشكل هندسي مناسب، يكون الانخفاض النسبي لدرجة الحرارة أعلى من الضياع النسبي للضغط، ما يؤدي إلى زيادة صافية في الكثافة. يزيد هذا أداء النظام باستعادة بعض ضياعات عملية الانضغاط غير الفعالة عن طريق إعطاء الحرارة للجو المحيط. يمكن توفير تبريد إضافي عن طريق ترذيذ ضباب خفيف على سطح المبرد البيني بوسيلة خارجية، أو حتى الترذيذ في هواء السحب نفسه؛ لتخفيض درجة حرارة شحنة السحب أكثر عن طريق التبريد التبخيري.
تصمم المبردات البينية التي تتبادل حرارتها مباشرةً مع الغلاف الجوي لتركب في المناطق ذات جريان الهواء الأعظمي في السيارة. تركب هذه الأنواع بشكل رئيسي في أنظمة المبردات البينية المركبة في المقدمة. تستخدم السيارات مثل نيسان سكايلاين، وساب، وسلسلة فولفو 200 توربو، وسلسلة فولفو 700 (وفولفو 900) توربو، ودودج إس آر تي-4، ومازدا إم إكس-6 من الجيل الأول، وميتسوبيشي لانسر إيفولوشن، وشيفروليه كوبالت إس إس كلها مبردات بينية مركبة في المقدمة قرب المصد الأمامي، على نفس خط مشع السيارة.
تستخدم العديد من السيارات ذات الشحن التوربيني، خاصةً عندما لا تتأثر جمالية السيارة بالإضافات المركبة أعلى السيارة، كتويوتا سوبرا (جيه زد إيه 80 فقط)، نيسان 300 زد إكس توين توربو، نيسان سيلفيا (إس 13/14/14إيه/15)، نيسان 180 إس إكس، ميتسوبيشي 3000جي تي، ساب 900، فولكسفاغن، سيارات فيات العاملة على الديزل التي تستخدم الشحن التوربيني، أودي تي تي، وتوربو ميتسوبيشي إكليبس مبردات هواء-هواء البينية المركبة جانبيًّا، التي تركب في الزاوية الأمامية للمصد أو أمام إحدى العجلات. تكون المبردات البينية المركبة على الجانب غالبًا أصغر، وذلك يعود بشكل رئيسي إلى القيود المفروضة من ناحية المكان، ويستخدم أحيانًا مبردان للحصول على أداء مبرد بيني وحيد أكبر. تستخدم سيارات مثل سوبارو إمبريزا دبليو آر إكس، ميني كوبر إس، تويوتا سيليكا جي تي-فور، نيسان بولسار جي تي آي-آر، أكورا آر دي إكس، مازداسبيد3، مازداسبيد6، وسيارات بّي إس إيه بيجو سيتروين ذات التوربو والعاملة على الديزل مبردات هواء-هواء البينية المركبة في الأعلى وتوضع فوق المحرك. يوجه الهواء عبر المبرد البيني عن طريق استخدام فتحات توجيه مخصصة على غطاء المحرك. في حالة سيارات بّي إس إيه فإن الهواء يتدفق عبر الشبك فوق المصد الأمامي ثم يدخل عبر وصلات تحت غطاء السيارة. تعاني المبردات البينية المركبة في الأعلى أحيانًا من انتشار الحرارة بسبب قربها من المحرك، ما يسخنها ويؤدي إلى تخفيض مردودها الكلي. تستخدم بعض سيارات بطولة العالم للرالي تصميم نظام سحب عكسي يجبر فيه الهواء على الدخول عبر وصلات في المصد الأمامي إلى مبرد بيني أفقي التركيب.
لأن أنظمة المبردات البينية التي تركب في المقدمة تتطلب تصميم مصد مفتوح لأداء أمثل؛ فإن النظام بأكمله عرضةٌ لدخول الأجسام الغريبة. يختار بعض المهندسين أماكن تركيب أخرى لتفادي هذه المشكلة التي تؤثر على الوثوقية. يمكن أن توضع أنظمة المبردات البينية الأمامية أمام المشع أو خلفه، حسب احتياجات تبديد الحرارة في المحرك.
بالإضافة إلى السماح لكتلة أكبر من الهواء بدخول المحرك، فإن المبردات البينية لها دور أساسي في التحكم بدرجات الحرارة الداخلية في محرك ذي شحن توربيني. عند تركيب المبرد البيني مع شاحن توربيني (كما في أي شكل من الشحن القسري الفائق) تزداد الاستطاعة النوعية للمحرك، ما يؤدي إلى درجات حرارة أعلى لكل من حجرة الاحتراق والعادم. تكون درجة حرارة غازات العادم التي تعبر قسم العنفة من الشاحن التوربيني نحو 450 درجة مئوية (840 درجة فهرنهايت)، ولكنها يمكن أن تصل إلى 1000 درجة مئوية (1830 درجة فهرنهايت) ضمن ظروف استثنائية. تمر هذه الحرارة عبر وحدة الشاحن التوربيني وتساهم في تسخين الهواء الذي ينضغط في قسم الضاغط من الشاحن التوربيني. إذا ترك الهواء دون تبريد فإنه يدخل المحرك، رافعًا درجات الحرارة الداخلية بشكل أكبر. يؤدي هذا إلى تراكم الحرارة التي ستستقر في النهاية، ولكن هذا يمكن أن يحدث عند درجات حرارة تفوق الحدود التصميمية للمحرك، يمكن «للبقع الساخنة» عند رأس المكبس أو صمام العادم أن تؤدي إلى انحناء أو تلك العناصر أو تصدعها. تزيد درجات حرارة شحنة الهواء المرتفعة كذلك احتمالية حدوث الإشعال المبكر أو الانفجار. يسبب الانفجار حدوث ارتفاعات حادة مضرة لضغط أسطوانات المحرك، يمكن أن تضر المحرك بشكل سريع. تظهر هذه الآثار على الأخص في المحركات المعدلة أو المطورة التي تعمل عند استطاعات خرج نوعية عالية جدًّا. يزيل التبريد البيني الفعال الحرارة من الهواء في نظام السحب، مانعًا تراكم الحرارة بشكل دوري عبر الشاحن التوربيني؛ ما يسمح بتحقيق استطاعات خرج أكبر دون حدوث ضرر.
يؤدي الانضغاط بالشحن التوربيني إلى تسخين الهواء، وتضاف الحرارة بسبب عدم فعالية الضاغط (المردود الأديباتي). هذا في الحقيقة سبب أكبر لازدياد درجة الحرارة في شحنة الهواء. الاستطاعة الإضافية الناتجة عن السحب القسري سببها الهواء الفائض المتوافر لحرق وقود إضافي في كل أسطوانة. يتطلب هذا أحيانًا استخدام نسبة انضغاط أقل، للسماح بمجال أكبر لتقديم توقيت الإشعال المسبق قبل حدوث الانفجار (لنسبة أوكتان ما ثابتة في الوقود). من جهة أخرى، تقلل نسبة الانضغاط الأقل عادةً مردود الاحتراق وتكلف خسارة استطاعة.
تقيس بعض شركات ضبط المحركات عالية الأداء درجة الحرارة قبل المبرد البيني وبعده لضمان اقتراب درجة حرارة الخرج ما أمكن إلى درجة حرارة الوسط المحيط (دون تبريد إضافي؛ بمعدات ترذيذ غاز أو سائل أو ماء).